# Semen Palij
Semen Palij (uk. Семен Палiй), född cirka 1645, död 1710, var en zaporizjakosackisk överste (polkovnik), som spelade en framstående roll i den ukrainska historia i slutet av 1600-talet och början av 1700-talet. Han var son till en enkel kosack vid namn Pylyp, vars smeknamn var Hurko. Palij föddes i Borzna i Tjernihiv-regionen och bosatte sig i tidig ålder i Zaporizja Sitj där utmärkte sig för sin tapperhet i krig och fick smeknamnet "brännaren" (ry. szjigatel).
Omkring 1685 bosatte han sig på Dneprs västra bank, där den dåvarande polske kungen Johan III Sobieski efter ett påbörjat krig mot Osmanska riket hade tänkt sig att återupprätta kosackskapet genom att befolka området mellan Dnipro och Dnestr med nya stridskrafter. Palij tilldelades orten Tjvastovo (i närheten av Kiev), i gengäld lovade han att försvara Polen mot osmanernas räder. Till en början var Palij lojal mot kungen: han krigade framgångsrikt med krimtatarerna, tog tillfånga en sultan, förhärjade staden Otjakiv. Namnet Palij spred skräck bland osmanerna och blev populärt bland kosackerna. Till Tjvastovo drog sig kosackerna samman både från den västra och den östra banken, där ett missnöje med Ivan Mazepa började märkas.
Från 1688 började Palij känna sig tyngd av sitt beroende av Polen. Han bad upprepade gånger Moskva att ta honom under sitt beskydd, men den ryska regeringen avböjde hans begäran av rädsla för att bryta freden med Polen.
Under tiden finner Jan Sobieskis efterträdare August II kosackskapet överflödigt på polsk mark. Det kom kungliga order (s.k. universaler) om att kosackmilisen skulle upplösas. Palij gör öppet uppror tillsammans med andra överstar (Iskra, Samus) och bemäktigar sig Bila Tserkva, Nemyriv och andra städer, och bekämpar hänsynslöst den polska szlachtan (adeln), prästerskapet och judarna. På begäran av den polske kungen August II, som var Peter den stores allierade i kriget mot svenskarna, skickar den ryske tsaren order till Palij om att överlämna Bila Tserkva, men Palij håller ut i fästningen trots att andra överstar redan hade givit efter för kraven.
Ivan Mazepa, som redan långt tidigare drömt om att göra sig av med en farlig konkurrent om makten, en som dessutom var omtyckt av folket, bestämde sig för att förinta sin rival. Han skriver till Moskva om att Palij ämnar gå över till svenskarna, vilka under tiden härjar i Polen. Mazepa lyckas locka till sig Palij, arresterar denne och skickar sedan honom till Baturyn.
I mars 1705 förs Palij tillsammans med sin styvson Simasjko till Moskva, varifrån han deporteras till Sibirien och staden Tomsk. Några år senare, då Mazepas kontakt med ryssarna hade uppdagats, återvänder Palij tillsammans med flera andra personer, vilka också hade deporterats på grund av Mazepas ryska kontakter. Palij dog strax efter slaget vid Poltava i vilket han stod i leden av de kosacker som förblev trogna mot Ryssland.
Palijs liv, som förlöpte i ständiga konfrontationer med polackerna, ryssarna, turkarna och krimtatarerna, och särskilt hans tragiska öde har givit upphov till en omfattande folklig tro. Om Palij har det skrivits många ukrainska sånger, det har författats mängder med legender och dikter. Till skillnad från sin fiende Mazepa utmålas Palij i dessa som en folkets förkämpe och dess beskyddare inför grannländernas statsöverhuvuden. Han tillskrivs en övernaturlig födelse. Palij var en "magiker" (s.k. charakternych), vilket enligt folktron de flesta av zaporizjakosackerna var. Palijs gripande och hans påföljande deportering förklaras olika av folket. Enligt en version hade Palij varnat Peter den store vid Mazepas dop att tsaren i denne man skulle få sig en framtida fiende. Peter blev då arg och bad Palij dra och fara dit, där "man rider på hundar". I en av de antecknade sångerna sades det att Palij omkring 180 år senare (1889) fortfarande var vid liv och följaktligen gjorde sig än ung och än gammal i takt med månfasernas skiftningar.